# Jessica Jislová
Jessica Jislová (* 28. července 1994 Jablonec nad Nisou) je česká biatlonistka. Jejím nejlepším individuálním výsledkem je páté místo ze závodu s hromadným startem z francouzského Annecy ze sezóny 2021/2022. Se štafetovým týmem dojela jednou na třetí pozici a na Mistrovství světa 2025 byla členkou stříbrné smíšené štafety.

## Osobní život
Narodila se v Jablonci nad Nisou. Její mladší sestra Erika Jislová se také věnovala biatlonu.
V roce 2019 dokončila magisterské studium na Fakultě sportovních studií Masarykovy univerzity v Brně.

## Sportovní kariéra
S biatlonem začínala Jessica Jislová v Jablonci nad Nisou. První trenér byl Stanislav Řezáč. Další trenéři byli Zdeněk Vítek a Jiří Holubec. Je členkou oddílu SKP Kornspitz Jablonec.

### 2010/2011
Na Mistrovství světa juniorů startovala v dorostenecké kategorii a umístila se na 16. místě. Získala 11. místo ve smíšené štafetě na Evropském zimním olympijském festivalu mládeže, který hostil Liberec. Zde v individuálním závodě získala 22. místo.

### 2011/2012
Ve finském Kontiolahti na Mistrovství světa dorostenek získala 7. místo ve sprintu. Ve stíhacím závodě doběhla na 4. místě pouhou jednu sekundu od bronzové medaile.

### 2012/2013
Ve smíšené štafetě na Mistrovství světa v letním biatlonu získala bronzovou medaili. Na zimním Mistrovství Evropy juniorů skončila na 21. místě.

### 2013/2014
Stříbrnou medaili získala ve smíšené štafetě v letním biatlonu z Mistrovství juniorů. Ve světovém poháru v německém Ruhpoldingu byla členkou české štafety a získala 6. místo.

### 2014/2015
V této sezóně byla juniorskou mistryní světa ve smíšené štafetě na Mistrovství světa v letním biatlonu. Zároveň získala třetí místo ve stíhacím závodě. V Estonském zimním středisku Otepää na Mistrovství Evropy juniorů získala 4. místo.

### 2015/2016

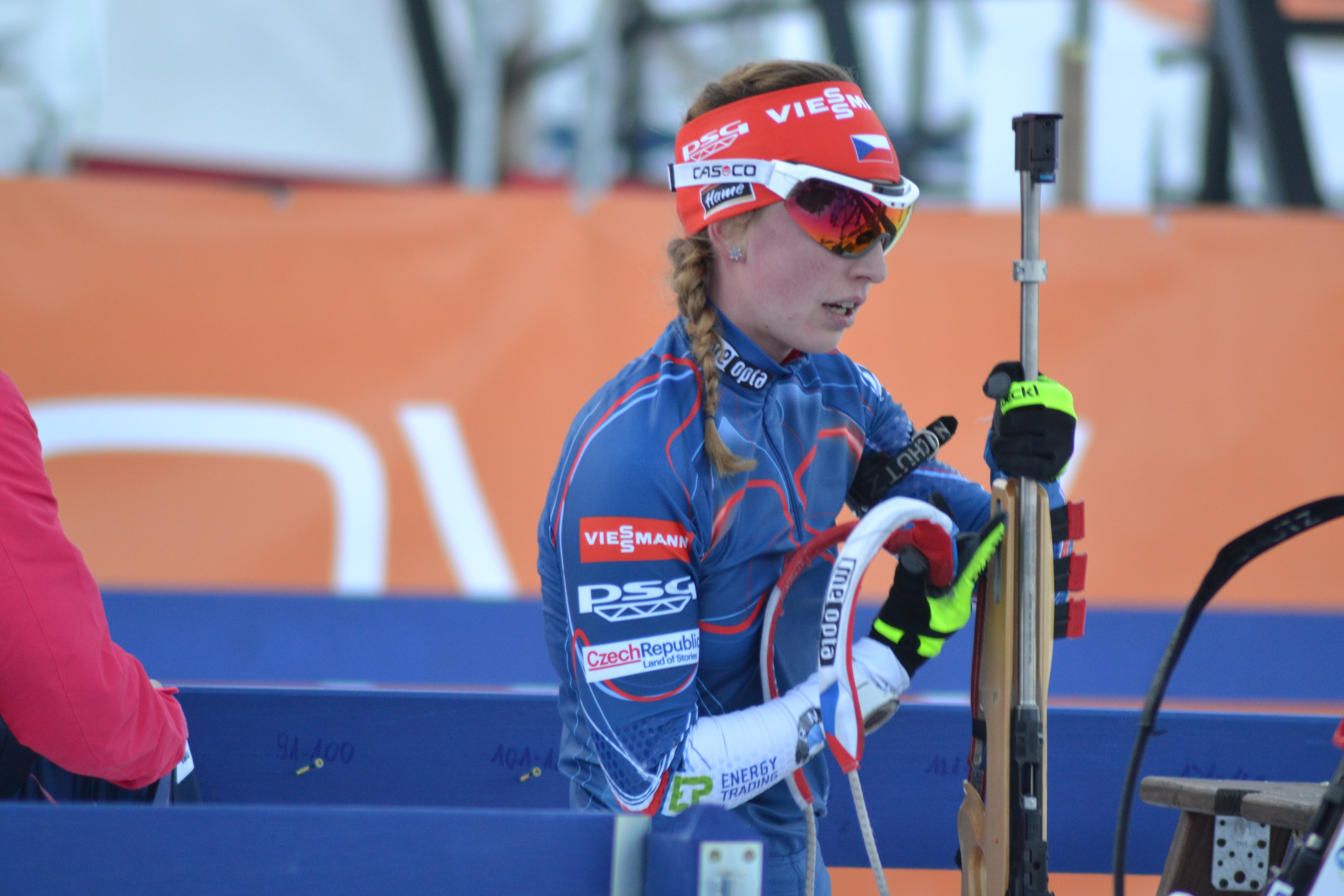
Jessica Jislová na mistrovství Evropy 2017

Na IBU Cupu v Idre získala ve sprintu 6. příčku. Dne 10. ledna 2016 v Novém Městě na Moravě probíhalo IV. kolo IBU Cupu kde získala 11. místo ve sprintu na 7.5 km bez jediné chyby na střelnici. Za 34. místo ve sprintu, který se konal v kanadském Canmore získala svoje první body do světového poháru.

### 2016/2017
V polských Dusznikách Zdroji se konalo Mistrovství Evropy v biatlonu a ve stíhacím závodě na 10 km skončila Jessica na 38. místě. V rakouském Hochfilzenu se konalo Mistrovství světa a dne 17.2.2017 při hustém sněžení Jessica nastoupila do ženské štafety, na které rozjela úvodní kolo a první střeleckou položku zvládla bez dobití a dobíjet nemusela také na další střelecké položce ve stoje. Štafeta ve složení Jessica Jislová, Eva Puskarčíková, Veronika Vítková, Gabriela Soukalová získala 4 místo.

### 2017/2018

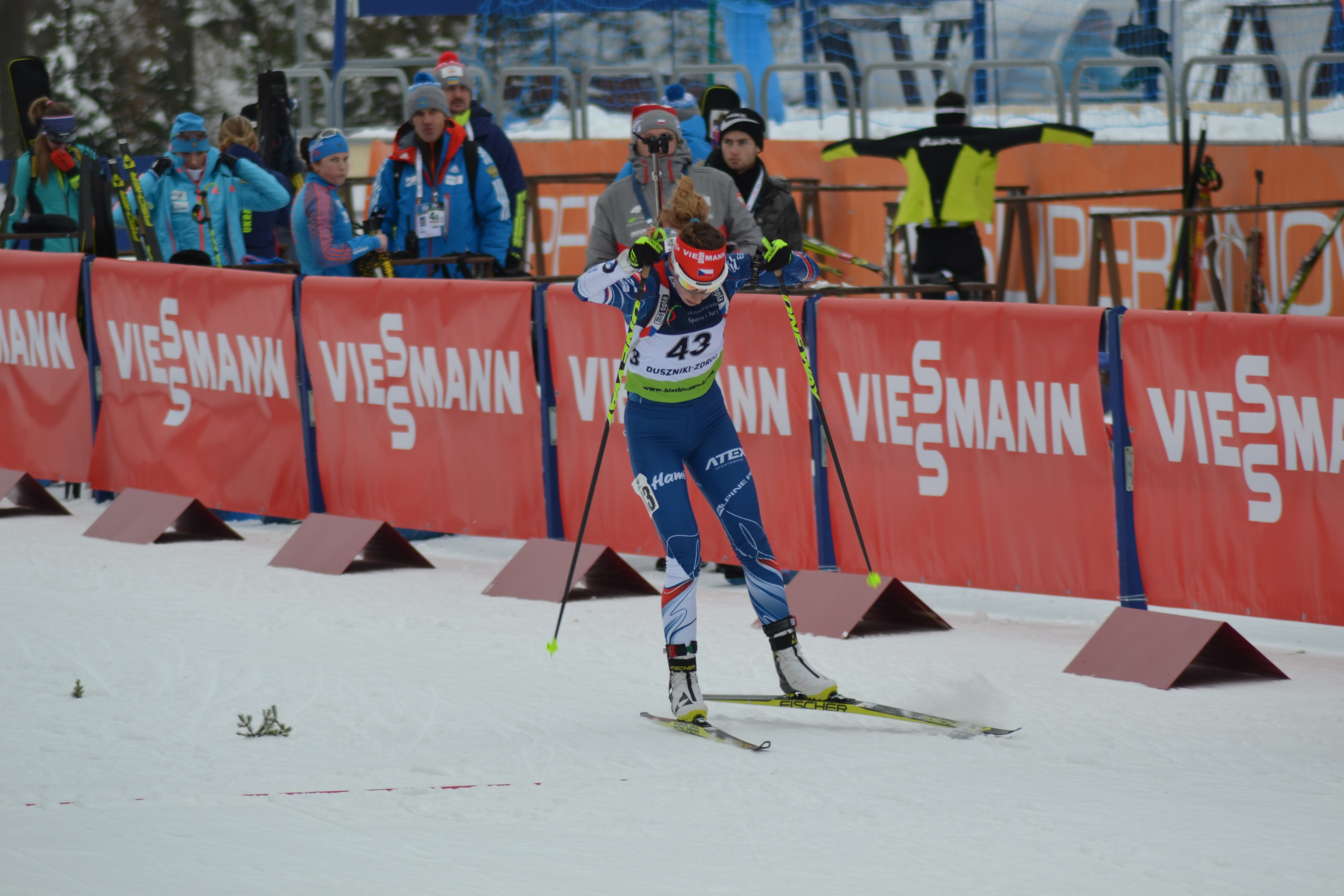
Jessica Jislová na mistrovství Evropy 2017

Ve II. kole Světového poháru v rakouském Hochfilzenu byla na druhé pozici ženské štafety 4x6 km. Štafetu převzala od Evy Puskarčíkové a ve střelecké položce v leže musela dvakrát dobít. Ze střelnice odjíždí se ztrátou 35,8 sekund za vedoucí závodnicí. Na další střeleckou položku dojela na 8. místě. Ani tři dobití nestačilo na tuto položku ve stoje a musela na trestné kolo. Odjela ze střelnice na 9. místě. Štafetu předávala Markétě Davidové na 11. pozici. Celkově štafeta ve složení Eva Puskarčíková, Jessica Jislová, Markéta Davidová a Veronika Vítková získala 6. místo.
Během Světového poháru v italské Anterselvě si po bezchybné střelbě dojela ve sprintu pro své nejlepší umístění v kariéře – 15. místo.
Byla pak nominována na Zimní olympijské hry 2018, kde ve sprintu dojela díky jen jedné chybě na střelnici na 23. místě.

### 2021/2022
Do té doby výsledkově nejlepší sezóna Jislové. Ve francouzském Annecy zajela 5. místo v hromadném závodu, což byl její nejlepší individuální výsledek ročníku. Zúčastnila se ZOH v Pekingu, kde se umístila na 31. místě (sprint), 35. místě (stíhací závod), 27. místě (vytrvalostní závod), 8. místě (štafeta) a 12. místě (smíšená štafeta). S 91% úspěšností ve střelbě se stala 2. nejlepší střelkyní sezóny. Celkově se v ročníku umístila v žebříčku SP na 17. místě.

### 2022/2023
Ve světovém poháru si udržovala stále vysokou úspěšnost střelby, ale mírně zpomalila v rychlosti běhu. V celkovém pořadí byla klasifikována na 29. místě. Při šestém kole v italské Anterselvě se však u ní projevily bolesti v oblasti žeber, následné vyšetření odhalilo vyhřeznutí mezižeberní ploténky. Jislová pak přerušila závodní kariéru a rehabilitovala. Z těchto důvodů se nezúčastnila mistrovství světa, na které byla původně nominována.

### 2024/2025
Na mistrovství světa v Lenzerheide obsadila česká smíšená štafeta ve složení Jessica Jislová, Tereza Voborníková, Vítězslav Hornig a Michal Krčmář druhé místo a získala tak stříbrné medaile.

## Výsledky

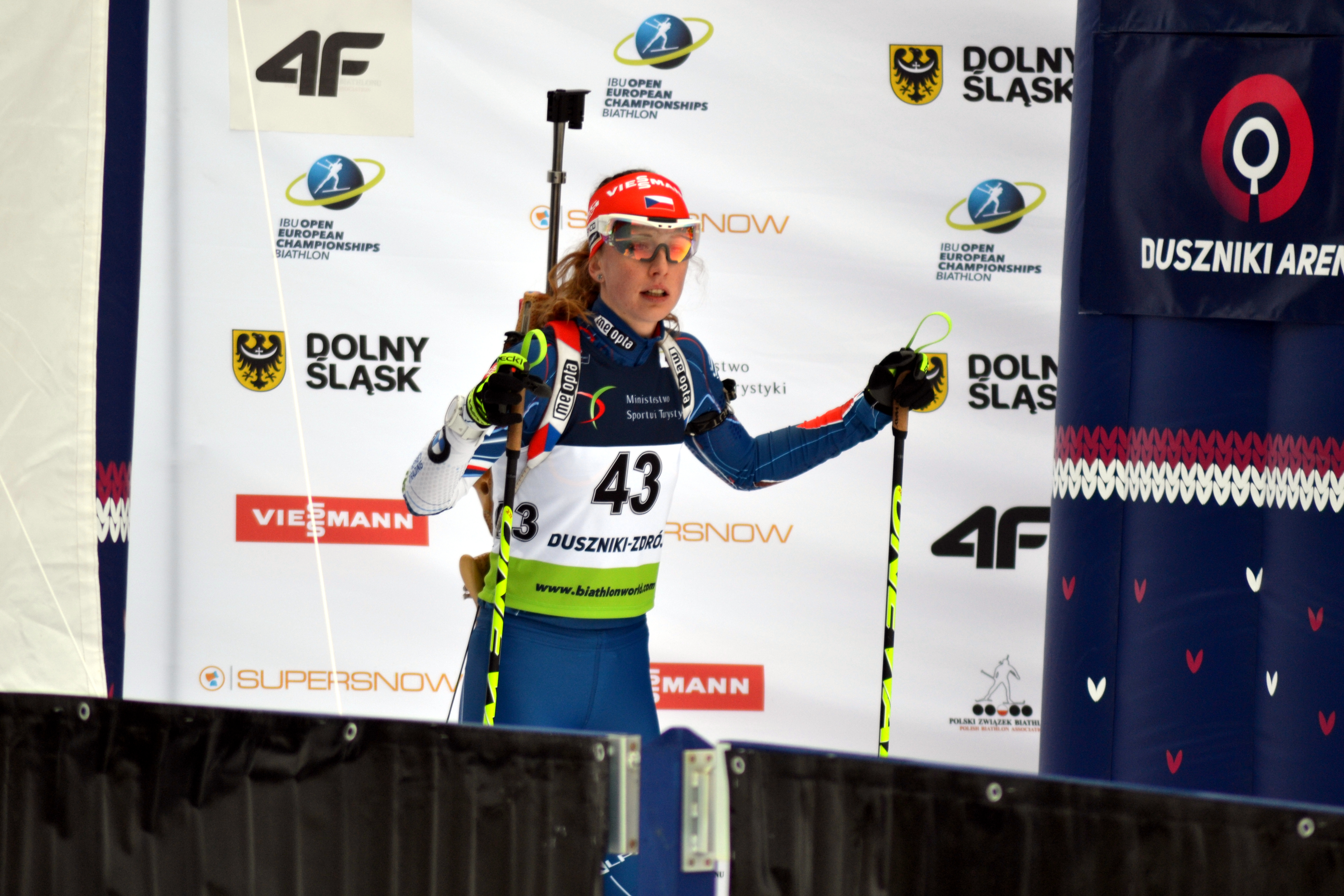
Mistrovství Evropy 2017 – Jessica Jislová na startu individuálního závodu

### Olympijské hry a mistrovství světa
| Sezóna  | Akce | Místo                | SP           | SZ           | HZ           | IZ           | ŠT           | SŠT          | SZD          | Věk    |
| ------- | ---- | -------------------- | ------------ | ------------ | ------------ | ------------ | ------------ | ------------ | ------------ | ------ |
| 2015/16 | MS   | Oslo                 | 41.          | 48.          | –            | –            | 6.           | –            | ×            | 21 let |
| 2016/17 | MS   | Hochfilzen           | –            | –            | –            | –            | 4.           | –            | ×            | 22 let |
| 2017/18 | ZOH  | Pchjongčchang        | 23.          | 23.          | –            | 72.          | 12.          | –            | ×            | 23 let |
| 2018/19 | MS   | Östersund            | –            | –            | –            | 55.          | 15.          | –            | –            | 24 let |
| 2019/20 | MS   | Anterselva           | 70.          | –            | –            | –            | 4.           | –            | –            | 25 let |
| 2020/21 | MS   | Pokljuka             | 71.          | –            | –            | 64.          | 10.          | –            | 16.          | 26 let |
| 2021/22 | ZOH  | Peking               | 31.          | 35.          | –            | 27.          | 8.           | 12.          | ×            | 27 let |
| 2022/23 | MS   | Oberhof              | nestartovala | nestartovala | nestartovala | nestartovala | nestartovala | nestartovala | nestartovala | 28 let |
| 2023/24 | MS   | Nové Město na Moravě | 48.          | 42.          | –            | 12.          | 7.           | 14.          | –            | 29 let |
| 2024/25 | MS   | Lenzerheide          | 54.          | 36.          | –            | 36.          | 12.          | 2.           | –            | 30 let |

Poznámka: Výsledky z olympijských her se do hodnocení světového poháru nezapočítávají, výsledky z mistrovství světa se dříve započítávaly, od mistrovství světa v roce 2023 se nezapočítávají.

### Světový pohár

#### Sezóna 2015/2016
| ČSP              | Místo            | SP           | SZ   | HZ | IZ | ŠT | SŠT | SZD | STŘ  |
| ---------------- | ---------------- | ------------ | ---- | -- | -- | -- | --- | --- | ---- |
| 6.               | Anterselva       | 55.          | 56.  | –  | –  | –  | –   | –   |      |
| 7.               | Canmore          | 34.          | –    | –  | –  | –  | –   | –   | –    |
| 8.               | Presque Isle     | 63.          | –    | –  | –  | –  | –   | –   | –    |
| 9.               | Chanty-Mansijsk  | 42.          | 48.  | –  | –  | –  | –   | –   | –    |
| Celkové umístění | Celkové umístění | 86.          | nkl. | –  | –  | –  | –   | –   | 75 % |
| Celkové umístění | Celkové umístění | 7 bodů (92.) |      |    |    | –  | –   | –   | 75 % |

#### Sezóna 2016/2017
| ČSP              | Místo                | SP           | SZ           | HZ           | IZ           | ŠT           | SŠT          | SZD          | STŘ          |
| ---------------- | -------------------- | ------------ | ------------ | ------------ | ------------ | ------------ | ------------ | ------------ | ------------ |
| 1.               | Östersund            | nestartovala | nestartovala | nestartovala | nestartovala | nestartovala | nestartovala | nestartovala | nestartovala |
| 2.               | Pokljuka             | nestartovala | nestartovala | nestartovala | nestartovala | nestartovala | nestartovala | nestartovala | nestartovala |
| 3.               | Nové Město na Moravě | nestartovala | nestartovala | nestartovala | nestartovala | nestartovala | nestartovala | nestartovala | nestartovala |
| 4.               | Oberhof              | 77.          | –            | –            | –            | –            | –            | –            |              |
| 5.               | Ruhpolding           | nestartovala | nestartovala | nestartovala | nestartovala | nestartovala | nestartovala | nestartovala | nestartovala |
| 6.               | Anterselva           | nestartovala | nestartovala | nestartovala | nestartovala | nestartovala | nestartovala | nestartovala | nestartovala |
| 7.               | Pchjongčchang        | 61.          | –            | –            | –            | 3.           | –            | –            |              |
| 8.               | Kontiolahti          | 81.          | –            | –            | –            | –            | –            | –            |              |
| 9.               | Holmenkollen         | 96.          | –            | –            | –            | –            | –            | –            |              |
| Celkové umístění | Celkové umístění     | nkl.         | nkl.         | –            | –            | –            | 5.           | 5.           | 70 %         |
| Celkové umístění | Celkové umístění     | 0 b. (nkl.)  |              |              |              | –            | 5.           | 5.           | 70 %         |

#### Sezóna 2017/2018
| ČSP              | Místo            | SP              | SZ              | HZ              | IZ              | ŠT              | SŠT             | SZD             | STŘ             |
| ---------------- | ---------------- | --------------- | --------------- | --------------- | --------------- | --------------- | --------------- | --------------- | --------------- |
| 1.               | Östersund        | 91.             | –               | –               | 61.             | –               | –               | 10.             |                 |
| 2.               | Hochfilzen       | 61.             | –               | –               | –               | 6.              | –               | –               |                 |
| 3.               | Annecy           | 24.             | 40.             | –               | –               | –               | –               | –               |                 |
| 4.               | Oberhof          | 43.             | 48.             | –               | –               | 9.              | –               | –               |                 |
| 5.               | Ruhpolding       | –               | –               | –               | 68.             | 6.              | –               | –               |                 |
| 6.               | Anterselva       | 15.             | 32.             | –               | –               | –               | –               | –               |                 |
| 7.               | Kontiolahti      | 22.             | –               | –               | –               | –               | 14.             | –               |                 |
| 8.               | Holmenkollen     | 71.             | –               | –               | –               | 13.             | –               | –               |                 |
| 9.               | Ťumeň            | nezúčastnila se | nezúčastnila se | nezúčastnila se | nezúčastnila se | nezúčastnila se | nezúčastnila se | nezúčastnila se | nezúčastnila se |
| Celkové umístění | Celkové umístění | 45.             | 70.             | –               | nkl.            | 10.             | 13.             | 13.             | 80 %            |
| Celkové umístění | Celkové umístění | 72 bodů (59.)   |                 |                 |                 | 10.             | 13.             | 13.             | 80 %            |

#### Sezóna 2018/2019
| ČSP              | Místo                | SP            | SZ           | HZ           | IZ           | ŠT           | SŠT          | SZD          | STŘ          |
| ---------------- | -------------------- | ------------- | ------------ | ------------ | ------------ | ------------ | ------------ | ------------ | ------------ |
| 1.               | Pokljuka             | 31.           | 55.          | –            | 74.          | –            | –            | –            |              |
| 2.               | Hochfilzen           | DNS           | –            | –            | –            | –            | –            | –            |              |
| 3.               | Nové Město na Moravě | nestartovala  | nestartovala | nestartovala | nestartovala | nestartovala | nestartovala | nestartovala | nestartovala |
| 4.               | Oberhof              | nestartovala  | nestartovala | nestartovala | nestartovala | nestartovala | nestartovala | nestartovala | nestartovala |
| 5.               | Ruhpolding           | 100.          | –            | –            | –            | 9.           | –            | –            |              |
| 6.               | Anterselva           | 89.           | –            | –            | –            | –            | –            | –            |              |
| 7.               | Canmore              | nestartovala  | nestartovala | nestartovala | nestartovala | nestartovala | nestartovala | nestartovala | nestartovala |
| 8.               | Soldier Hollow       | nestartovala  | nestartovala | nestartovala | nestartovala | nestartovala | nestartovala | nestartovala | nestartovala |
| 9.               | Holmenkollen         | 81.           | –            | –            | –            | –            | –            | –            |              |
| Celkové umístění | Celkové umístění     | 83.           | nkl.         | –            | nkl.         | 7.           | –            | –            | 82 %         |
| Celkové umístění | Celkové umístění     | 10 bodů (90.) |              |              |              | 7.           | –            | –            | 82 %         |

#### Sezóna 2019/2020
| ČSP              | Místo                | SP            | SZ      | HZ      | IZ      | ŠT      | SŠT     | SZD     | STŘ     |
| ---------------- | -------------------- | ------------- | ------- | ------- | ------- | ------- | ------- | ------- | ------- |
| 1.               | Östersund            | 65.           | –       | –       | 82.     | 8.      | –       | 18.     |         |
| 2.               | Hochfilzen           | 17.           | 31.     | –       | –       | 6.      | –       | –       |         |
| 3.               | Annecy               | 35.           | 41.     | –       | –       | –       | –       | –       |         |
| 4.               | Oberhof              | 65.           | –       | –       | –       | 10.     | –       | –       |         |
| 5.               | Ruhpolding           | 86.           | –       | –       | –       | 16.     | –       | –       |         |
| 6.               | Pokljuka             | –             | –       | –       | –       | –       | –       | 17.     |         |
| 7.               | Nové Město na Moravě | 64.           | –       | –       | –       | 10.     | –       | –       |         |
| 8.               | Kontiolahti          | 41.           | 33.     | –       | –       | –       | zrušeno | zrušeno |         |
| 9.               | Holmenkollen         | zrušeno       | zrušeno | zrušeno | zrušeno | zrušeno | zrušeno | zrušeno | zrušeno |
| Celkové umístění | Celkové umístění     | 58.           | 55.     | –       | nkl.    | 8.      | 10.     | 10.     | 82 %    |
| Celkové umístění | Celkové umístění     | 48 bodů (65.) |         |         |         | 8.      | 10.     | 10.     | 82 %    |

#### Sezóna 2020/2021
| ČSP              | Místo                    | SP            | SZ  | HZ | IZ  | ŠT  | SŠT | SZD | STŘ  |
| ---------------- | ------------------------ | ------------- | --- | -- | --- | --- | --- | --- | ---- |
| 1.               | Kontiolahti              | 93.           | –   | –  | 78. | –   | –   | –   | 74 % |
| 2.               | Kontiolahti (2)          | 53.           | 38. | –  | –   | 11. | –   | –   | 88 % |
| 3.               | Hochfilzen               | 83.           | –   | –  | –   | 11. | –   | –   | 65 % |
| 4.               | Hochfilzen (2)           | 25.           | 42. | –  | –   | –   | –   | –   | 80 % |
| 5.               | Oberhof                  | 70.           | –   | –  | –   | –   | 14. | –   | 86 % |
| 6.               | Oberhof (2)              | 49.           | –   | –  | –   | 6.  | –   | –   | 86 % |
| 7.               | Anterselva               | –             | –   | –  | 40. | 10. | –   | –   | 90 % |
| 8.               | Nové Město na Moravě     | 27.           | 51. | –  | –   | 18. | –   | –   | 74 % |
| 9.               | Nové Město na Moravě (2) | 31.           | 49. | –  | –   | –   | 11. | –   | 77 % |
| 10.              | Östersund                | 101.          | –   | –  | –   | –   | –   | –   | 20 % |
| Celkové umístění | Celkové umístění         | 58.           | 74. | –  | 66. | 10. | 14. | 14. | 77 % |
| Celkové umístění | Celkové umístění         | 45 bodů (68.) |     |    |     | 10. | 14. | 14. | 77 % |

#### Sezóna 2021/2022
| ČSP              | Místo            | SP             | SZ  | HZ  | IZ  | ŠT  | SŠT | SZD | STŘ  |
| ---------------- | ---------------- | -------------- | --- | --- | --- | --- | --- | --- | ---- |
| 1.               | Östersund        | 18.            | –   | –   | 58. | –   | –   | –   | 87 % |
| 2.               | Östersund (2)    | 34.            | 22. | –   | –   | 7.  | –   | –   | 95 % |
| 3.               | Hochfilzen       | 40.            | 29. | –   | –   | 8.  | –   | –   | 84 % |
| 4.               | Annecy           | 15.            | 12. | 5.  | –   | –   | –   | –   | 94 % |
| 5.               | Oberhof          | 20.            | 35. | –   | –   | –   | 9.  | –   | 84 % |
| 6.               | Ruhpolding       | 21.            | 19. | –   | –   | 15. | –   | –   | 93 % |
| 7.               | Anterselva       | –              | –   | 14. | 25. | 6.  | –   | –   | 96 % |
| 8.               | Kontiolahti      | 20.            | 7.  | –   | –   | 8.  | –   | –   | 95 % |
| 9.               | Otepää           | 16.            | –   | 24. | –   | –   | 5.  | –   | 90 % |
| 10.              | Holmenkollen     | 6.             | 12. | 26. | –   | –   | –   | –   | 86 % |
| Celkové umístění | Celkové umístění | 16.            | 14. | 16. | 43. | 7.  | 7.  | 7.  | 91 % |
| Celkové umístění | Celkové umístění | 441 bodů (17.) |     |     |     | 7.  | 7.  | 7.  | 91 % |

#### Sezóna 2022/2023

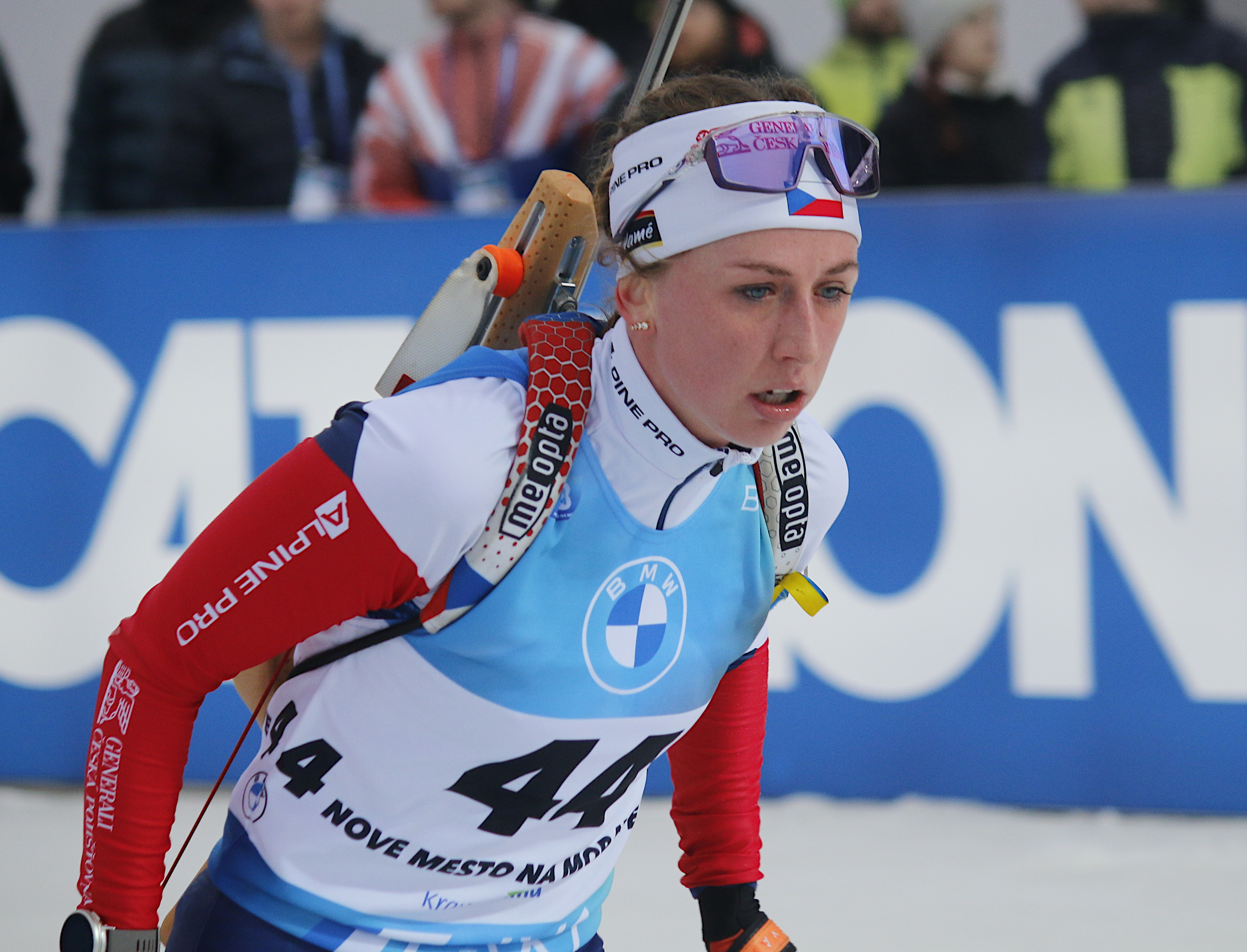
Jislová v Novém Městě na Moravě v roce 2023

| ČSP              | Místo                | SP             | SZ  | HZ  | IZ  | ŠT  | SŠT | SZD | STŘ  |
| ---------------- | -------------------- | -------------- | --- | --- | --- | --- | --- | --- | ---- |
| 1.               | Kontiolahti          | 70.            | –   | –   | 54. | 6.  | –   | –   | 83 % |
| 2.               | Hochfilzen           | 55.            | 29. | –   | –   | 7.  | –   | –   | 81 % |
| 3.               | Annecy               | 26.            | 14. | 24. | –   | –   | –   | –   | 94 % |
| 4.               | Pokljuka             | 34.            | 32. | –   | –   | –   | –   | 15. | 95 % |
| 5.               | Ruhpolding           | –              | –   | 18. | 14. | 5.  | –   | –   | 98 % |
| 6.               | Anterselva           | 59.            | DNS | –   | –   | 10. | –   | –   | 86 % |
| 7.               | Nové Město na Moravě | 44.            | 42. | –   | –   | –   | –   | 12. | 96 % |
| 8.               | Östersund            | –              | –   | –   | 51. | 7.  | –   | –   | 90 % |
| 9.               | Holmenkollen         | 26.            | ZRU | –   | –   | –   | –   | –   | 90 % |
| Celkové umístění | Celkové umístění     | 51.            | 38. | 31. | 32. | 7.  | 10. | 10. | 90 % |
| Celkové umístění | Celkové umístění     | 149 bodů (36.) |     |     |     | 7.  | 10. | 10. | 90 % |

#### Sezóna 2023/2024
| ČSP              | Místo             | SP             | SZ  | HZ  | IZ  | ŠT | SŠT | SZD |
| ---------------- | ----------------- | -------------- | --- | --- | --- | -- | --- | --- |
| 1.               | Östersund         | 56.            | 23. | ×   | DNS | 6. | 5.  | –   |
| 2.               | Hochfilzen        | 10.            | 16. | ×   | ×   | 8. | ×   | ×   |
| 3.               | Lenzerheide       | 37.            | 23. | 26. | ×   | ×  | ×   | ×   |
| 4.               | Oberhof           | 41.            | 31. | ×   | ×   | 6. | ×   | ×   |
| 5.               | Ruhpolding        | 21.            | 28. | ×   | ×   | 7. | ×   | ×   |
| 6.               | Anterselva        | ×              | ×   | 24. | 11. | ×  | –   | –   |
| 8.               | Oslo-Holmenkollen | ×              | ×   | 28. | 11. | ×  | –   | 9.  |
| 9.               | Soldier Hollow    | 24.            | 44. | ×   | ×   | 5. | ×   | ×   |
| 10.              | Canmore           | 49.            | 48. | 22. | ×   | ×  | ×   | ×   |
| Celkové umístění | Celkové umístění  | 29.            | 26. | 25. | 13. | 7. | 9.  | 9.  |
| Celkové umístění | Celkové umístění  | 264 bodů (26.) |     |     |     | 7. | 9.  | 9.  |

#### Sezóna 2024/2025
| ČSP              | Místo                | SP             | SZ  | HZ  | IZ  | ŠT  | SŠT | SZD |
| ---------------- | -------------------- | -------------- | --- | --- | --- | --- | --- | --- |
| 1.               | Kontiolahti          | 55.            | ×   | –   | 24. | 9.  | 8.  | –   |
| 2.               | Hochfilzen           | 56.            | 27. | ×   | ×   | 8.  | ×   | ×   |
| 3.               | Annecy               | DNS            | –   | –   | ×   | ×   | ×   | ×   |
| 4.               | Oberhof              | 47.            | 33. | ×   | ×   | ×   | 8.  | –   |
| 5.               | Ruhpolding           | ×              | ×   | 21. | 16. | 17. | ×   | ×   |
| 6.               | Anterselva           | 31.            | 23. | ×   | ×   | 11. | ×   | ×   |
| 7.               | Nové Město na Moravě | 26.            | 33. | ×   | ×   | 8.  | ×   | ×   |
| 8.               | Pokljuka             | ×              | ×   | 16. | 23. | ×   | 8.  | –   |
| 9.               | Oslo-Holmenkollen    | 60.            | 19. | –   | ×   | ×   | ×   | ×   |
| Celkové umístění | Celkové umístění     | 60.            | 31. | 32. | 15. | 10. | 11. | 11. |
| Celkové umístění | Celkové umístění     | 200 bodů (36.) |     |     |     | 10. | 11. | 11. |

### Juniorská mistrovství
| Sezóna  | D   | Místo        | SP  | SZ  | IZ  | ŠT  | Věk    |
| ------- | --- | ------------ | --- | --- | --- | --- | ------ |
| 2011/12 | MSJ | Kontiolahti  | –   | –   | –   | 12. | 17 let |
| 2013/14 | MSJ | Presque Isle | 37. | 32. | 39. | 8.  | 19 let |
| 2014/15 | MSJ | Minsk        | 21. | 17. | 16. | 10. | 20 let |